# Брэдли, Сьюзан Хинкли
Сьюзан Хинкли Брэдли (англ. Susan Hinckley Bradley, полное имя Susan Hinckley Greenough Bradley; 1851—1929) — американская художница-акварелист, известная своими пейзажами и портретами.

## Биография
Родилась в 1851 году в Бостоне в семье Сэмюэля Лаймана Хинкли (Samuel Lyman Hinckley) и Энн Катлер Паркер (Anne Cutler Parker, 1813—1898). Её дедушкой и бабушкой по материнской линии были: Сэмюэл Данн Паркер и Элизабет Мейсон Паркер, дочь сенатора США Джонатана Мейсона. Её младшим братом был художник Роберт Катлер Хинкли.
Учиться живописи начала в Школе Бостонского музея изящных искусств, обучаясь у Фредерика Крауниншилда. Затем училась Пенсильванской академии изящных искусств в Филадельфии у Эбботта Тейера, Уильяма Чейза, Джона Твахтмана и у Эдварда Бойта в Риме.

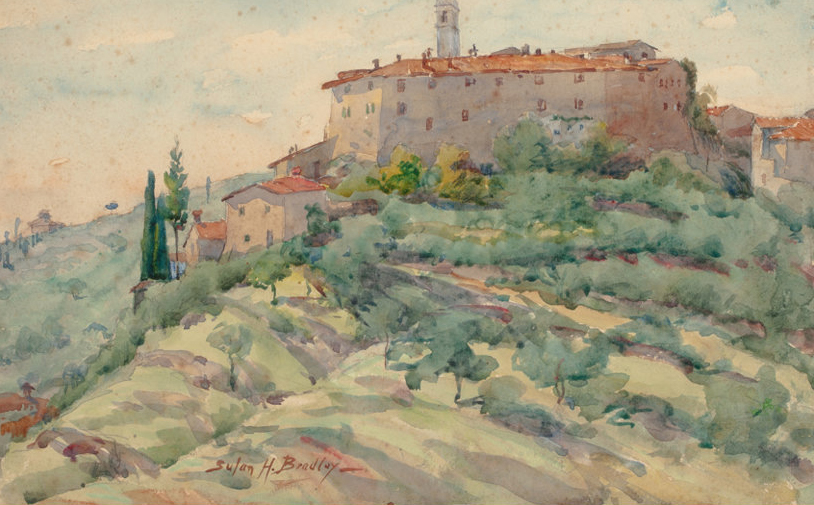
Одна из картин Сьюзан Хинкли Брэдли

Работы художницы находятся в Гарвардском университете, Гарвардском художественном музее, в Художественном музее колледжа Смита в Нортгемптоне, штат Массачусетс, а также в Музее изящных искусств в Бостоне и в частных коллекциях. Её картина Mount Monadnock в 1893 году экспонировалась на Всемирной выставке в Чикаго.
В 1879 году Сьюзан Хинкли вышла замуж за министра Леверетта Брэдли (Leverett Bradley,1846—1902) и была редактором его мемуаров о Гражданской войне «Leverett Bradley: A Soldier-Boy’s Letters, 1862—1865, A Man’s Work in the Ministry», изданной в 1905 году.
Умерла в Бостоне в 1929 году.